# Томас Калмаку
Томас Калмаку (англ. Thomas Kalmaku) — персонаж комиксов компании DC Comics. Чрезвычайно одаренный механик, один из самых близких друзей Хэла Джордана и его доверенное лицо.

## Биография
Томас Калмаку появился в качестве молодого инженера компании «Феррис Эйркрафт», где работал лётчик-испытатель Хэл Джордан. Томас — инуит по национальности, возможно поэтому он получил своё прозвище Pieface. В ранних номерах у него была подруга по имени Терга, которая позже стала его женой, но они развелись.
Томас был одни из немногих людей, которые знали о деятельности Хэла в Корпусе Зелёных Фонарей, что позже было опубликовано в нескольких специальных изданиях комиксов, главным персонажем которых был Томас.
Томас становится одним из избранных, которых выбирают Стражи для того, чтобы защищать Землю в новом тысячелетии. Томас был девятым из десяти, но Томас отказался, поскольку не хотел оставлять свою семью.
Графический роман «Наследие: Последняя воля и завещание Хэла Джордана» (англ. «The Last Will and Testament of Hal Jordan»), фокусируется на Томасе, как на главном персонаже и его трудностях во время того, как Хэл стал Параллаксом и несколько раз умирал. Томас идет на последнюю миссию Хэла, выдав себя за него, в результате чего помогает с реконструкцией планеты Оа и восстановлением Центральной Батареи Силы.
Позже он хотел стать партнёром в управлении компанией «Феррис Эйркрафт» вместе с Кэрол Феррис. В «Наследии» так же говорится, что Стражи предлагали Томасу кольцо силы, но он отказался, а Хэл Джордан первоначально выбрал его в качестве своего преемника.
Томас Калмаку был кратко показан в сюжетной линии «Секретное происхождение» (англ. «Secret Origin»), где не любил данное ему прозвище Pieface от более опытных пилотов, и Хэл часто вступался за него.

## Вне комиксов
В полнометражном фильме 2011 года «Зелёный Фонарь» роль Томаса Калмаку исполнил новозеландский актёр Таика Вайтити. В фильме Томас — диспетчер компании Феррис Эйркрафт и друг Хэла Джордана, а также первый кто узнал что Хэл — Зелёный Фонарь.